# Cámara de Diputados de la Provincia de Mendoza
La Honorable Cámara de Diputados de la Provincia de Mendoza es la cámara baja del poder legislativo provincial, compuesta por 48 bancas que representan a las 4 secciones electorales en los que se divide la provincia. La mitad de sus miembros se renueva por elección popular cada dos años para un período de cuatro años.

## Secciones electorales
| Sección Electoral | Departamentos                                                   | Diputados | Mapa |
| ----------------- | --------------------------------------------------------------- | --------- | ---- |
| 1ª                | - Capital - Guaymallén - Las Heras - Lavalle                    | 16        |      |
| 2ª                | - Junín - La Paz - Maipú - Rivadavia - Santa Rosa - San Martín  | 12        |      |
| 3ª                | - Godoy Cruz - Luján de Cuyo - San Carlos - Tunuyán - Tupungato | 10        |      |
| 4ª                | - General Alvear - Malargüe - San Rafael                        | 10        |      |
| Total             | Total                                                           | 48        |      |

## Composición actual (2023-2025)
| Sección | Diputado              | Bloque | Bloque                             | Inicio del Mandato      | Fin del Mandato         |
| ------- | --------------------- | ------ | ---------------------------------- | ----------------------- | ----------------------- |
| 1       | Beatriz Martínez      |        | Unión Cívica Radical               | 10 de diciembre de 2023 | 10 de diciembre de 2027 |
| 1       | Emanuel Fugazzotto    |        | Partido Verde                      | 1 de mayo de 2022       | 1 de mayo de 2026       |
| 1       | Alberto López         |        | Unión Cívica Radical               | 10 de diciembre de 2023 | 10 de diciembre de 2027 |
| 1       | Sol Salinas           |        | Unión PRO                          | 10 de diciembre de 2023 | 10 de diciembre de 2027 |
| 1       | Andrés Lombardi       |        | Unión Cívica Radical               | 10 de diciembre de 2023 | 10 de diciembre de 2027 |
| 1       | Jorge López           |        | Unión Cívica Radical               | 1 de mayo de 2022       | 1 de mayo de 2026       |
| 1       | Mauro Giambastiani    |        | Mejor Mendoza                      | 10 de diciembre de 2023 | 10 de diciembre de 2027 |
| 1       | Valentina Morán       |        | Partido Justicialista              | 1 de mayo de 2022       | 1 de mayo de 2026       |
| 1       | Guillermo Mosso       |        | PRO Libertad                       | 1 de mayo de 2022       | 1 de mayo de 2026       |
| 1       | Evelin Pérez          |        | Unión Cívica Radical               | 1 de mayo de 2022       | 1 de mayo de 2026       |
| 1       | Cecilia Rodríguez     |        | Unión Cívica Radical               | 1 de mayo de 2022       | 1 de mayo de 2026       |
| 1       | José Luis Ramón       |        | Consumidores y Ciudadanos          | 1 de mayo de 2022       | 1 de mayo de 2026       |
| 1       | Enrique Thomas        |        | PRO Libertad                       | 1 de mayo de 2022       | 1 de mayo de 2026       |
| 1       | Verónica Valverde     |        | Partido Justicialista              | 10 de diciembre de 2023 | 10 de diciembre de 2027 |
| 1       | Jorge A. Difonso      |        | La Unión Mendocina - LUM           | 10 de diciembre de 2023 | 10 de diciembre de 2027 |
| 1       | Janina Ortiz          |        | La Unión Mendocina - LUM           | 10 de diciembre de 2023 | 10 de diciembre de 2027 |
| 2       | Miguel Ronco          |        | Unión Cívica Radical               | 10 de diciembre de 2023 | 10 de diciembre de 2027 |
| 2       | Gabriela Lizana       |        | Renovador Mendoza Línea Nacional   | 10 de diciembre de 2023 | 10 de diciembre de 2027 |
| 2       | Giuliana Díaz         |        | Unión Cívica Radical               | 1 de mayo de 2022       | 1 de mayo de 2026       |
| 2       | Mauricio Di Césare    |        | Unión Cívica Radical               | 1 de mayo de 2022       | 1 de mayo de 2026       |
| 2       | Juan Pablo Gulino     |        | Partido Justicialista              | 1 de mayo de 2022       | 1 de mayo de 2026       |
| 2       | Elisabeth Crescitelli |        | Unión Cívica Radical               | 10 de diciembre de 2023 | 10 de diciembre de 2027 |
| 2       | Daniel Llaver         |        | Unión Cívica Radical               | 1 de mayo de 2022       | 1 de mayo de 2026       |
| 2       | Raúl Villach          |        | Unión Cívica Radical               | 10 de diciembre de 2023 | 10 de diciembre de 2027 |
| 2       | Gustavo Cairo         |        | La Libertad Avanza                 | 10 de diciembre de 2023 | 10 de diciembre de 2027 |
| 2       | Claudia Salas         |        | Unión Cívica Radical               | 1 de mayo de 2022       | 1 de mayo de 2026       |
| 2       | Cintia Gómez          |        | PRO Propuesta Republicana          | 10 de diciembre de 2023 | 10 de diciembre de 2027 |
| 2       | Natalia Vicencio      |        | Partido Justicialista              | 1 de mayo de 2022       | 1 de mayo de 2026       |
| 3       | Laura Balsells Miró   |        | PRO Propuesta Republicana          | 1 de mayo de 2022       | 1 de mayo de 2026       |
| 3       | Érica Pulido          |        | Unión Cívica Radical               | 10 de diciembre de 2023 | 10 de diciembre de 2027 |
| 3       | Rolando Scanio        |        | La Unión Mendocina - LUM           | 10 de diciembre de 2023 | 10 de diciembre de 2027 |
| 3       | Ricardo Tribiño       |        | Unión Cívica Radical               | 6 de diciembre de 2023  | 1 de mayo de 2026       |
| 3       | Flavia Dalmau         |        | Unión Cívica Radical               | 1 de mayo de 2022       | 1 de mayo de 2026       |
| 3       | Stella Maris Huczak   |        | PRO Propuesta Republicana          | 10 de diciembre de 2023 | 10 de diciembre de 2027 |
| 3       | César Cattaneo        |        | Unión Cívica Radical               | 10 de diciembre de 2023 | 10 de diciembre de 2027 |
| 3       | M. Eugenia de Marchi  |        | Unión Cívica Radical               | 10 de diciembre de 2023 | 10 de diciembre de 2027 |
| 3       | Mauricio Torres       |        | Hacer por Mendoza                  | 1 de mayo de 2022       | 1 de mayo de 2026       |
| 3       | Julio Villafañe       |        | Renovación Justicialista           | 1 de mayo de 2022       | 1 de mayo de 2026       |
| 4       | Jimena Cogo           |        | PRO Propuesta Republicana          | 10 de diciembre de 2023 | 10 de diciembre de 2027 |
| 4       | Edgardo Civit Evans   |        | Bloque de los Jubilados Auténticos | 10 de diciembre de 2023 | 10 de diciembre de 2027 |
| 4       | Nilda Escudero        |        | Partido Justicialista              | 1 de mayo de 2022       | 1 de mayo de 2026       |
| 4       | Gustavo Perret        |        | Partido Justicialista              | 23 de noviembre de 2023 | 1 de mayo de 2026       |
| 4       | Germán Gómez          |        | Partido Justicialista              | 10 de diciembre de 2023 | 10 de diciembre de 2027 |
| 4       | Silvina Gómez         |        | Unión Cívica Radical               | 10 de diciembre de 2023 | 10 de diciembre de 2027 |
| 4       | Franco Ambrosini      |        | Unión Cívica Radical               | 10 de diciembre de 2023 | 10 de diciembre de 2027 |
| 4       | Gisela Valdez         |        | Unión Cívica Radical               | 1 de mayo de 2022       | 1 de mayo de 2026       |
| 4       | Gabriel Vilche        |        | Unión PRO                          | 1 de mayo de 2022       | 1 de mayo de 2026       |
| 4       | José Manuel Vilches   |        | Unión Cívica Radical               | 1 de mayo de 2022       | 1 de mayo de 2026       |

## Composición histórica
| 2021-2023 | 2021-2023           | 2021-2023 | 2021-2023                               | 2021-2023               | 2021-2023               |
| Sección   | Diputado            | Bloque    | Bloque                                  | Inicio del Mandato      | Fin del Mandato         |
| --------- | ------------------- | --------- | --------------------------------------- | ----------------------- | ----------------------- |
| 1         | Josefina Canale     |           | Propuesta Republicana                   | 10 de diciembre de 2019 | 10 de diciembre de 2023 |
| 1         | Emanuel Fugazzotto  |           | Partido Verde                           | 1 de mayo de 2022       | 1 de mayo de 2026       |
| 1         | Daniela García      |           | Unión Cívica Radical                    | 10 de diciembre de 2019 | 10 de diciembre de 2023 |
| 1         | Edgardo González    |           | Frente de Todos - Partido Justicialista | 10 de diciembre de 2019 | 10 de diciembre de 2023 |
| 1         | Andrés Lombardi     |           | Unión Cívica Radical                    | 10 de diciembre de 2019 | 10 de diciembre de 2023 |
| 1         | Jorge López         |           | Unión Cívica Radical                    | 1 de mayo de 2022       | 1 de mayo de 2026       |
| 1         | Néstor Márquez      |           | Frente de Todos - Partido Justicialista | 10 de diciembre de 2019 | 10 de diciembre de 2023 |
| 1         | Valentina Morán     |           | Frente de Todos - Partido Justicialista | 1 de mayo de 2022       | 1 de mayo de 2026       |
| 1         | Guillermo Mosso     |           | Propuesta Republicana                   | 1 de mayo de 2022       | 1 de mayo de 2026       |
| 1         | Evelin Pérez        |           | Unión Cívica Radical                    | 1 de mayo de 2022       | 1 de mayo de 2026       |
| 1         | Cecilia Rodríguez   |           | Unión Cívica Radical                    | 1 de mayo de 2022       | 1 de mayo de 2026       |
| 1         | José Luis Ramón     |           | Protectora Fuerza Política              | 1 de mayo de 2022       | 1 de mayo de 2026       |
| 1         | Enrique Thomas      |           | Propuesta Republicana                   | 1 de mayo de 2022       | 1 de mayo de 2026       |
| 1         | Verónica Valverde   |           | Frente de Todos - Partido Justicialista | 10 de diciembre de 2019 | 10 de diciembre de 2023 |
| 1         | José María Videla   |           | Partido Renovador Federal               | 10 de diciembre de 2019 | 10 de diciembre de 2023 |
| 1         | Paula Zelaya        |           | Unión Cívica Radical                    | 10 de diciembre de 2019 | 10 de diciembre de 2023 |
| 2         | Sandra Astudillo    |           | Unión Cívica Radical                    | 10 de diciembre de 2019 | 10 de diciembre de 2023 |
| 2         | Laura Chazarreta    |           | Frente de Todos - Partido Justicialista | 10 de diciembre de 2019 | 10 de diciembre de 2023 |
| 2         | Giuliana Díaz       |           | Unión Cívica Radical                    | 1 de mayo de 2022       | 1 de mayo de 2026       |
| 2         | Mauricio Di Césare  |           | Unión Cívica Radical                    | 1 de mayo de 2022       | 1 de mayo de 2026       |
| 2         | Juan Pablo Gulino   |           | Frente de Todos - Partido Justicialista | 1 de mayo de 2022       | 1 de mayo de 2026       |
| 2         | Carolina Lencinas   |           | Unión Cívica Radical                    | 10 de diciembre de 2019 | 10 de diciembre de 2023 |
| 2         | Daniel Llaver       |           | Unión Cívica Radical                    | 1 de mayo de 2022       | 1 de mayo de 2026       |
| 2         | José Orts           |           | Unión Cívica Radical                    | 10 de diciembre de 2019 | 10 de diciembre de 2023 |
| 2         | Duilio Pezzutti     |           | Frente de Todos - Partido Justicialista | 10 de diciembre de 2019 | 10 de diciembre de 2023 |
| 2         | Claudia Salas       |           | Unión Cívica Radical                    | 1 de mayo de 2022       | 1 de mayo de 2026       |
| 2         | Laura Soto          |           | Frente de Todos - Partido Justicialista | 10 de diciembre de 2019 | 10 de diciembre de 2023 |
| 2         | Natalia Vicencio    |           | Frente de Todos - Partido Justicialista | 1 de mayo de 2022       | 1 de mayo de 2026       |
| 3         | Laura Balsells Miró |           | Propuesta Republicana                   | 1 de mayo de 2022       | 1 de mayo de 2026       |
| 3         | Emiliano Campos     |           | Unión Cívica Radical                    | 10 de diciembre de 2019 | 10 de diciembre de 2023 |
| 3         | Bruno Ceschín       |           | Frente de Todos - Partido Justicialista | 10 de diciembre de 2019 | 10 de diciembre de 2023 |
| 3         | Diego Costarelli    |           | Unión Cívica Radical                    | 1 de mayo de 2022       | 1 de mayo de 2026       |
| 3         | Flavia Dalmau       |           | Unión Cívica Radical                    | 1 de mayo de 2022       | 1 de mayo de 2026       |
| 3         | Jorge Difonso       |           | Frente Renovador – Unión Popular        | 10 de diciembre de 2019 | 10 de diciembre de 2023 |
| 3         | Marisa Garnica      |           | Frente de Todos - Partido Justicialista | 10 de diciembre de 2019 | 10 de diciembre de 2023 |
| 3         | Mercedes Llano      |           | Partido Demócrata                       | 10 de diciembre de 2019 | 10 de diciembre de 2023 |
| 3         | Mauricio Torres     |           | Frente Renovador – Unión Popular        | 1 de mayo de 2022       | 1 de mayo de 2026       |
| 3         | Julio Villafañe     |           | Frente de Todos - Partido Justicialista | 1 de mayo de 2022       | 1 de mayo de 2026       |
| 4         | Gustavo Cairo       |           | Propuesta Republicana                   | 10 de diciembre de 2019 | 10 de diciembre de 2023 |
| 4         | Paola Calle         |           | Frente de Todos - Partido Justicialista | 10 de diciembre de 2019 | 10 de diciembre de 2023 |
| 4         | Nilda Escudero      |           | Frente de Todos - Partido Justicialista | 1 de mayo de 2022       | 1 de mayo de 2026       |
| 4         | Omar Félix          |           | Frente de Todos - Partido Justicialista | 1 de mayo de 2022       | 1 de mayo de 2026       |
| 4         | Germán Gómez        |           | Frente de Todos - Partido Justicialista | 10 de diciembre de 2019 | 10 de diciembre de 2023 |
| 4         | Andrián Reche       |           | Unión Cívica Radical                    | 10 de diciembre de 2019 | 10 de diciembre de 2023 |
| 4         | María José Sanz     |           | Unión Cívica Radical                    | 10 de diciembre de 2019 | 10 de diciembre de 2023 |
| 4         | Gisela Valdez       |           | Unión Cívica Radical                    | 1 de mayo de 2022       | 1 de mayo de 2026       |
| 4         | Gabriel Vilche      |           | Propuesta Republicana                   | 1 de mayo de 2022       | 1 de mayo de 2026       |
| 4         | José Manuel Vilches |           | Unión Cívica Radical                    | 1 de mayo de 2022       | 1 de mayo de 2026       |

| 2019-2021 | 2019-2021               | 2019-2021 | 2019-2021                                 | 2019-2021               | 2019-2021               |
| Sección   | Diputado                | Bloque    | Bloque                                    | Inicio del Mandato      | Fin del Mandato         |
| --------- | ----------------------- | --------- | ----------------------------------------- | ----------------------- | ----------------------- |
| 1         | Ana María Andía         |           | Unión Cívica Radical                      | 1 de mayo de 2018       | 1 de mayo de 2022       |
| 1         | Marcelo Aparicio        |           | Frente de Todos - Partido Justicialista   | 1 de mayo de 2018       | 1 de mayo de 2022       |
| 1         | Josefina Canale         |           | Partido Demócrata Progresista             | 10 de diciembre de 2019 | 10 de diciembre de 2023 |
| 1         | Daniela García          |           | Unión Cívica Radical                      | 10 de diciembre de 2019 | 10 de diciembre de 2023 |
| 1         | Edgardo González        |           | Frente de Todos - Partido Justicialista   | 10 de diciembre de 2019 | 10 de diciembre de 2023 |
| 1         | Andrés Lombardi         |           | Unión Cívica Radical                      | 10 de diciembre de 2019 | 10 de diciembre de 2023 |
| 1         | Jorge López             |           | Unión Cívica Radical                      | 1 de mayo de 2018       | 1 de mayo de 2022       |
| 1         | Néstor Márquez          |           | Frente de Todos - Partido Justicialista   | 10 de diciembre de 2019 | 10 de diciembre de 2023 |
| 1         | Guillermo Mosso         |           | Partido Demócrata                         | 10 de diciembre de 2019 | 10 de diciembre de 2023 |
| 1         | Cecilia Rodríguez       |           | Unión Cívica Radical                      | 1 de mayo de 2018       | 1 de mayo de 2022       |
| 1         | Mailé Rodríguez         |           | Frente de Izquierda y de los Trabajadores | 1 de mayo de 2018       | 1 de mayo de 2022       |
| 1         | Silvia Stocco           |           | Frente de Todos - Partido Justicialista   | 1 de mayo de 2018       | 1 de mayo de 2022       |
| 1         | Mario Vadillo           |           | Protectora                                | 1 de mayo de 2018       | 1 de mayo de 2022       |
| 1         | Verónica Valverde       |           | Frente de Todos - Partido Justicialista   | 10 de diciembre de 2019 | 10 de diciembre de 2023 |
| 1         | José María Videla       |           | Frente Renovador                          | 10 de diciembre de 2019 | 10 de diciembre de 2023 |
| 1         | Paula Zelaya            |           | Unión Cívica Radical                      | 27 de noviembre de 2019 | 1 de mayo de 2022       |
| 2         | Sandra Astudillo        |           | Unión Cívica Radical                      | 10 de diciembre de 2019 | 10 de diciembre de 2023 |
| 2         | Claudia Bassin          |           | Unión Cívica Radical                      | 1 de mayo de 2018       | 1 de mayo de 2022       |
| 2         | Laura Chazarreta        |           | Frente de Todos - Partido Justicialista   | 10 de diciembre de 2019 | 10 de diciembre de 2023 |
| 2         | Carolina Lencinas       |           | Unión Cívica Radical                      | 10 de diciembre de 2019 | 10 de diciembre de 2023 |
| 2         | Eduardo Martínez Guerra |           | Partido Intransigente                     | 1 de mayo de 2018       | 1 de mayo de 2022       |
| 2         | José Orts               |           | Unión Cívica Radical                      | 10 de diciembre de 2019 | 10 de diciembre de 2023 |
| 2         | Cristina Pérez          |           | Frente de Todos - Partido Justicialista   | 1 de mayo de 2018       | 1 de mayo de 2022       |
| 2         | Duilio Pezzutti         |           | Frente de Todos - Partido Justicialista   | 10 de diciembre de 2019 | 10 de diciembre de 2023 |
| 2         | Tamara Salomón          |           | Unión Cívica Radical                      | 1 de mayo de 2018       | 1 de mayo de 2022       |
| 2         | Carlos Sosa             |           | Frente de Todos - Partido Justicialista   | 1 de mayo de 2018       | 1 de mayo de 2022       |
| 2         | Jorge Sosa              |           | Unión Cívica Radical                      | 1 de mayo de 2018       | 1 de mayo de 2022       |
| 2         | Laura Soto              |           | Frente de Todos - Partido Justicialista   | 10 de diciembre de 2019 | 10 de diciembre de 2023 |
| 3         | Pablo Cairo             |           | Protectora                                | 1 de mayo de 2018       | 1 de mayo de 2022       |
| 3         | Emiliano Campos         |           | Unión Cívica Radical                      | 10 de diciembre de 2019 | 10 de diciembre de 2023 |
| 3         | Bruno Ceschín           |           | Frente de Todos - Partido Justicialista   | 10 de diciembre de 2019 | 10 de diciembre de 2023 |
| 3         | Jorge Difonso           |           | Frente Renovador – Unión Popular          | 10 de diciembre de 2019 | 10 de diciembre de 2023 |
| 3         | Marcela Fernández       |           | Unión Cívica Radical                      | 1 de mayo de 2018       | 1 de mayo de 2022       |
| 3         | Marisa Garnica          |           | Frente de Todos - Partido Justicialista   | 10 de diciembre de 2019 | 10 de diciembre de 2023 |
| 3         | Mercedes Llano          |           | Partido Demócrata                         | 10 de diciembre de 2019 | 10 de diciembre de 2023 |
| 3         | Álvaro Martínez         |           | Propuesta Republicana                     | 1 de mayo de 2018       | 1 de mayo de 2022       |
| 3         | Helio Perviú            |           | Frente de Todos - Partido Justicialista   | 1 de mayo de 2018       | 1 de mayo de 2022       |
| 3         | Mauricio Torres         |           | Frente Renovador – Unión Popular          | 1 de mayo de 2018       | 1 de mayo de 2022       |
| 4         | Maricel Arriaga         |           | Unión Cívica Radical                      | 1 de mayo de 2018       | 1 de mayo de 2022       |
| 4         | Gustavo Cairo           |           | Propuesta Republicana                     | 10 de diciembre de 2019 | 10 de diciembre de 2023 |
| 4         | Paola Calle             |           | Frente de Todos - Partido Justicialista   | 10 de diciembre de 2019 | 10 de diciembre de 2023 |
| 4         | Hebe Casado             |           | Propuesta Republicana                     | 1 de mayo de 2018       | 1 de mayo de 2022       |
| 4         | Germán Gómez            |           | Frente de Todos - Partido Justicialista   | 10 de diciembre de 2019 | 10 de diciembre de 2023 |
| 4         | Gustavo Majstruk        |           | Frente de Todos - Partido Justicialista   | 1 de mayo de 2018       | 1 de mayo de 2022       |
| 4         | María Liliana Paponet   |           | Frente de Todos - Partido Justicialista   | 1 de mayo de 2018       | 1 de mayo de 2022       |
| 4         | Andrián Reche           |           | Unión Cívica Radical                      | 10 de diciembre de 2019 | 10 de diciembre de 2023 |
| 4         | Gustavo Ruiz            |           | Unión Cívica Radical                      | 1 de mayo de 2018       | 1 de mayo de 2022       |
| 4         | María José Sanz         |           | Unión Cívica Radical                      | 10 de diciembre de 2019 | 10 de diciembre de 2023 |

| 2017-2019 | 2017-2019             | 2017-2019 | 2017-2019                                 | 2017-2019               | 2017-2019               |
| Sección   | Diputado              | Bloque    | Bloque                                    | Inicio del Mandato      | Fin del Mandato         |
| --------- | --------------------- | --------- | ----------------------------------------- | ----------------------- | ----------------------- |
| 1         | Jorge Albarracín      |           | Unión Cívica Radical                      | 10 de diciembre de 2015 | 10 de diciembre de 2019 |
| 1         | Ana María Andía       |           | Unión Cívica Radical                      | 1 de mayo de 2018       | 1 de mayo de 2022       |
| 1         | Marcelo Aparicio      |           | Unidad Ciudadana                          | 1 de mayo de 2018       | 1 de mayo de 2022       |
| 1         | Mario Díaz            |           | Eva Perón                                 | 10 de diciembre de 2015 | 10 de diciembre de 2019 |
| 1         | Macarena Escudero     |           | Frente de Izquierda y de los Trabajadores | 10 de diciembre de 2015 | 10 de diciembre de 2019 |
| 1         | Lucas Ilardo          |           | Unidad Ciudadana                          | 10 de diciembre de 2015 | 10 de diciembre de 2019 |
| 1         | Analía Inés Jaime     |           | Unión Cívica Radical                      | 10 de diciembre de 2015 | 10 de diciembre de 2019 |
| 1         | Jorge López           |           | Unión Cívica Radical                      | 1 de mayo de 2018       | 1 de mayo de 2022       |
| 1         | Néstor Parés          |           | Unión Cívica Radical                      | 1 de mayo de 2018       | 27 de noviembre de 2019 |
| 1         | Guillermo Pereyra     |           | Frente Renovador                          | 10 de diciembre de 2015 | 10 de diciembre de 2019 |
| 1         | Pablo Priore          |           | Propuesta Republicana                     | 10 de diciembre de 2015 | 10 de diciembre de 2019 |
| 1         | Cecilia Rodríguez     |           | Unión Cívica Radical                      | 1 de mayo de 2018       | 1 de mayo de 2022       |
| 1         | Mailé Rodríguez       |           | Frente de Izquierda y de los Trabajadores | 1 de mayo de 2018       | 1 de mayo de 2022       |
| 1         | Claudia Segovia       |           | Partido Justicialista                     | 10 de diciembre de 2015 | 10 de diciembre de 2019 |
| 1         | Silvia Stocco         |           | Partido Justicialista                     | 1 de mayo de 2018       | 1 de mayo de 2022       |
| 1         | Mario Vadillo         |           | Protectora                                | 1 de mayo de 2018       | 1 de mayo de 2022       |
| 2         | Claudia Bassin        |           | Unión Cívica Radical                      | 1 de mayo de 2018       | 1 de mayo de 2022       |
| 2         | Carlos Bianchinelli   |           | Juan Domingo Perón                        | 10 de diciembre de 2015 | 10 de diciembre de 2019 |
| 2         | Ricardo Mansur        |           | Unión Cívica Radical                      | 10 de diciembre de 2015 | 10 de diciembre de 2019 |
| 2         | Eduardo Martínez      |           | Partido Intransigente                     | 1 de mayo de 2018       | 1 de mayo de 2022       |
| 2         | Marcos Niven          |           | Partido Demócrata                         | 10 de diciembre de 2015 | 10 de diciembre de 2019 |
| 2         | Cristina Pérez        |           | Partido Justicialista                     | 1 de mayo de 2018       | 1 de mayo de 2022       |
| 2         | Lidia Ruiz            |           | Partido Justicialista                     | 10 de diciembre de 2015 | 10 de diciembre de 2019 |
| 2         | Stella Maris Ruiz     |           | Unión Cívica Radical                      | 10 de diciembre de 2015 | 10 de diciembre de 2019 |
| 2         | Tamara Salomón        |           | Unión Cívica Radical                      | 1 de mayo de 2018       | 1 de mayo de 2022       |
| 2         | Carlos Sosa           |           | Partido Justicialista                     | 1 de mayo de 2018       | 1 de mayo de 2022       |
| 2         | Jorge Sosa            |           | Unión Cívica Radical                      | 1 de mayo de 2018       | 1 de mayo de 2022       |
| 2         | Jorge Tanús           |           | Unidad Ciudadana                          | 10 de diciembre de 2015 | 10 de diciembre de 2019 |
| 3         | César Biffi           |           | Unión Cívica Radical                      | 10 de diciembre de 2015 | 10 de diciembre de 2019 |
| 3         | Pablo Cairo           |           | Protectora                                | 1 de mayo de 2018       | 1 de mayo de 2022       |
| 3         | Emiliano Campos       |           | Unión Cívica Radical                      | 10 de diciembre de 2015 | 10 de diciembre de 2019 |
| 3         | Marcela Fernández     |           | Unión Cívica Radical                      | 1 de mayo de 2018       | 1 de mayo de 2022       |
| 3         | Mabel Guerra          |           | Unión Cívica Radical                      | 10 de diciembre de 2015 | 10 de diciembre de 2019 |
| 3         | Álvaro Martínez       |           | Propuesta Republicana                     | 1 de mayo de 2018       | 1 de mayo de 2022       |
| 3         | Omar Parisi           |           | Unidad Ciudadana                          | 10 de diciembre de 2015 | 10 de diciembre de 2019 |
| 3         | Helio Perviú          |           | Unidad Ciudadana                          | 1 de mayo de 2018       | 1 de mayo de 2022       |
| 3         | Daniel Rueda          |           | Partido Justicialista                     | 10 de diciembre de 2015 | 10 de diciembre de 2019 |
| 3         | Mauricio Torres       |           | Unión Popular                             | 1 de mayo de 2018       | 1 de mayo de 2022       |
| 4         | Maricel Arriaga       |           | Unión Cívica Radical                      | 1 de mayo de 2018       | 1 de mayo de 2022       |
| 4         | Hebe Casado           |           | Propuesta Republicana                     | 1 de mayo de 2018       | 1 de mayo de 2022       |
| 4         | Javier Cofano         |           | Partido Justicialista                     | 10 de diciembre de 2015 | 10 de diciembre de 2019 |
| 4         | Patricia Galván       |           | Partido Justicialista                     | 10 de diciembre de 2015 | 10 de diciembre de 2019 |
| 4         | Gustavo Majstruk      |           | Partido Justicialista                     | 1 de mayo de 2018       | 1 de mayo de 2022       |
| 4         | Javier Molina         |           | Partido Justicialista                     | 10 de diciembre de 2015 | 10 de diciembre de 2019 |
| 4         | Norma Pagés           |           | Unión Cívica Radical                      | 10 de diciembre de 2015 | 10 de diciembre de 2019 |
| 4         | María Liliana Paponet |           | Partido Justicialista                     | 1 de mayo de 2018       | 1 de mayo de 2022       |
| 4         | Gustavo Ruiz          |           | Unión Cívica Radical                      | 1 de mayo de 2018       | 1 de mayo de 2022       |
| 4         | María José Sanz       |           | Unión Cívica Radical                      | 10 de diciembre de 2015 | 10 de diciembre de 2019 |